# Kamienica Jakuba Fontany w Warszawie
Kamienica Jakuba Fontany, także pałac Mokronowskich – budynek znajdujący się na rogu ul. Zakroczymskiej 2 i ulicy Kościelnej 12 w Warszawie. 
W 1944 kamienica została w znacznej mierze zburzona, zachowały się jednak mury konstrukcyjne i elewacje, dzięki czemu mogła zostać zrekonstruowana.
W kamienicy mieszczą się Biblioteka, Muzeum i Archiwum Warszawskiego Towarzystwa Muzycznego im. Stanisława Moniuszki. Są tutaj przechowywane autografy utworów z XIX wieku (m.in. Stanisława Moniuszki, Fryderyka Chopina, Józefa Elsnera i Karola Kurpińskiego).

## Historia
Właściciele nieruchomości
- 1734: Stefan Bernacki (zabudowa drewniana w miejscu kamienicy wzniesionej w 1770)
- 1773: Magdalena (żona Stefana)
- 1776: Jan i Stanisław Grayber (synowie Stefana i Magdaleny, kapitanowie wojsk koronnych).
- Józef Potkański (kasztelan radomski)
- 1782: Marianna, Joachim, Adam, Tadeusz i Franciszek (żona i synowie Józefa)
- 1804: Tomasz Kaczyński
- 1829: Franciszek Hangel (sędzia apelacyjny Królestwa Polskiego)
- 1848: Marianna Franciszka Lechnerowicz (siostra Franciszka)
- 1872: Bronisława Leśniewska
- 1901: Pia, Stanisław i Bronisław Wensel[2]

## Architektura
Kamienica Jakuba Fontany była jedynym budynkiem frontowym w mieście o 11-osiowej fasadzie z arkadowymi podcieniami w parterze. Na tyłach miała dwa obudowane oficynami dziedzińce, co było dość wyjątkowym rozwiązaniem jak na ówczesne czasy. W 1806 roku podcienia zamurowano, fasada według projektu została przekształcona i zaakcentowana trójosiowym ryzalitem środkowym (proj. Fryderyk A. Lessel). Okna na obu kondygnacjach otrzymały skromny wystrój w postaci opasek, gzymsów parapetowych i wąskich poziomych naczółków. Profilowany gzyms koronujący podkreślony był szerokim pasem fryzu. W XIX wieku, w ramach przebudowy, na zapleczu budynku frontowego wzniesiono zespoły wielopiętrowych oficyn w układzie dwupodwórzowym. Dzięki tym unowocześnieniom cały budynek pełnił funkcje kamienicy dochodowej.
W wyniku działań wojennych kamienica uległa znacznemu zniszczeniu. Około 1953 roku zrezygnowano z rekonstrukcji fasady z czasów F. A. Lessla i wybudowano od fundamentów gmach będący wizją Kamienicy Jakuba Fontany w jego pierwotnej postaci. Do pierwowzoru nawiązuje wysunięcie budynku w stosunku do sąsiednich gmachów, gabaryt, liczba osi oraz obecność 11-przęsłowego krużganka o arkadowych otworach. Filarom międzyprzęsłowym o piaskowcowych bazach i profilowanych głowicach odpowiadają toskańskie pilastry elewacji w podcieniu. Triadę środkowych osi uzupełniają drzwi w kamiennych opaskach. Okna dwuskrzydłowe na piętrze otrzymały profilowane opaski oraz gzymsy parapetowe. Kondygnacje dzieli gzyms kordonowy, a całość zakończona jest profilowanym gzymsem koronującym, ponad którym, z wyjątkiem osi skrajnych, w dachy osadzono wystawki. Do skrzydła przyulicznego dobudowano od tyłu trzy skrzydła dwutraktowe wokół wewnętrznego dziedzińca, nawiązujące do dwupodwórzowego układu z XVIII i XIX wieku, ale zaprojektowanego od nowa.